# Houston William P. Hobby Airport
Houston William P. Hobby Airport is een vliegveld op 11 km afstand gelegen van het centrum van de stad Houston in de Amerikaanse staat Texas. In 2012 verwerkte de luchthaven 10.435.040 passagiers.
De luchthaven heeft 17 gates om de meer dan 10 miljoen passagiers te verwerken.

## Populairste bestemmingen
| Plaats | Stad                    | Passagiers | Maatschappij(en)          |
| ------ | ----------------------- | ---------- | ------------------------- |
| 1      | Dallas (Love Field), TX | 593.000    | Southwest                 |
| 2      | Atlanta, GA             | 466.000    | AirTran, Delta, Southwest |
| 3      | New Orleans, LA         | 279.000    | Southwest                 |
| 4      | Chicago (Midway), IL    | 282.000    | Southwest                 |
| 5      | Las Vegas, NV           | 194.000    | Southwest                 |
| 6      | Denver, CO              | 188.000    | Southwest                 |
| 7      | Los Angeles, CA         | 166.000    | Southwest                 |
| 8      | Orlando, FL             | 156.000    | Southwest                 |
| 9      | Phoenix, AZ             | 155.000    | Southwest                 |
| 10     | Baltimore, MD           | 145.000    | Southwest                 |